# 강기천 (남원시)
강기천(康其川)은 전북특별자치도 남원시의 하천이다.
남원 지역의 강기천(康其川)은 전북특별자치도 남원시 이백면 강기리에서부터 발원하여 전북특별자치도 남원시 이백면 내동리 요천으로 하류하는 전북특별자치도 지역 하천이다.